# Stabelhøje

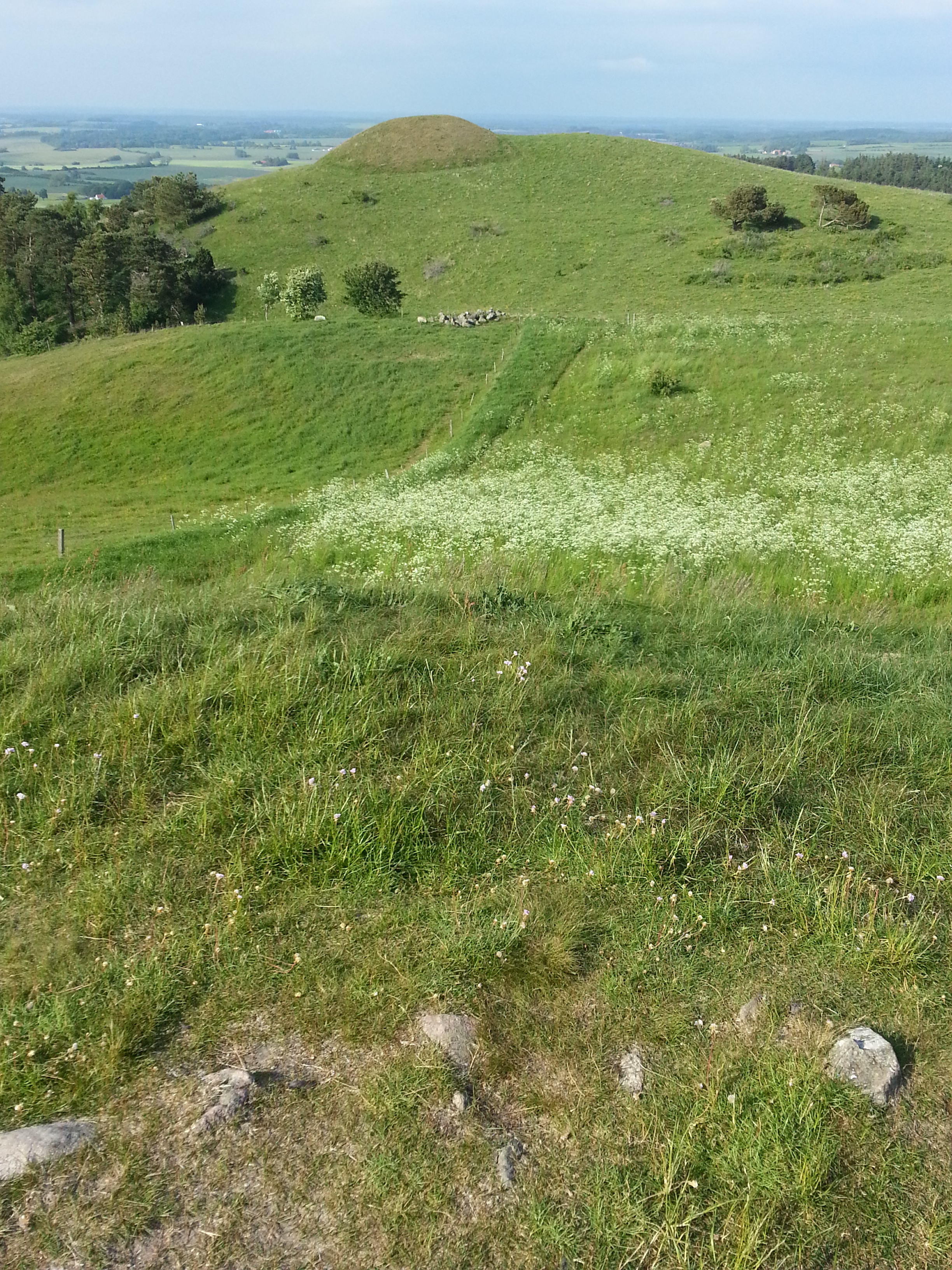
Stabelhøje: Blick von der Spitze des südlichen zum nördlichen Hügel

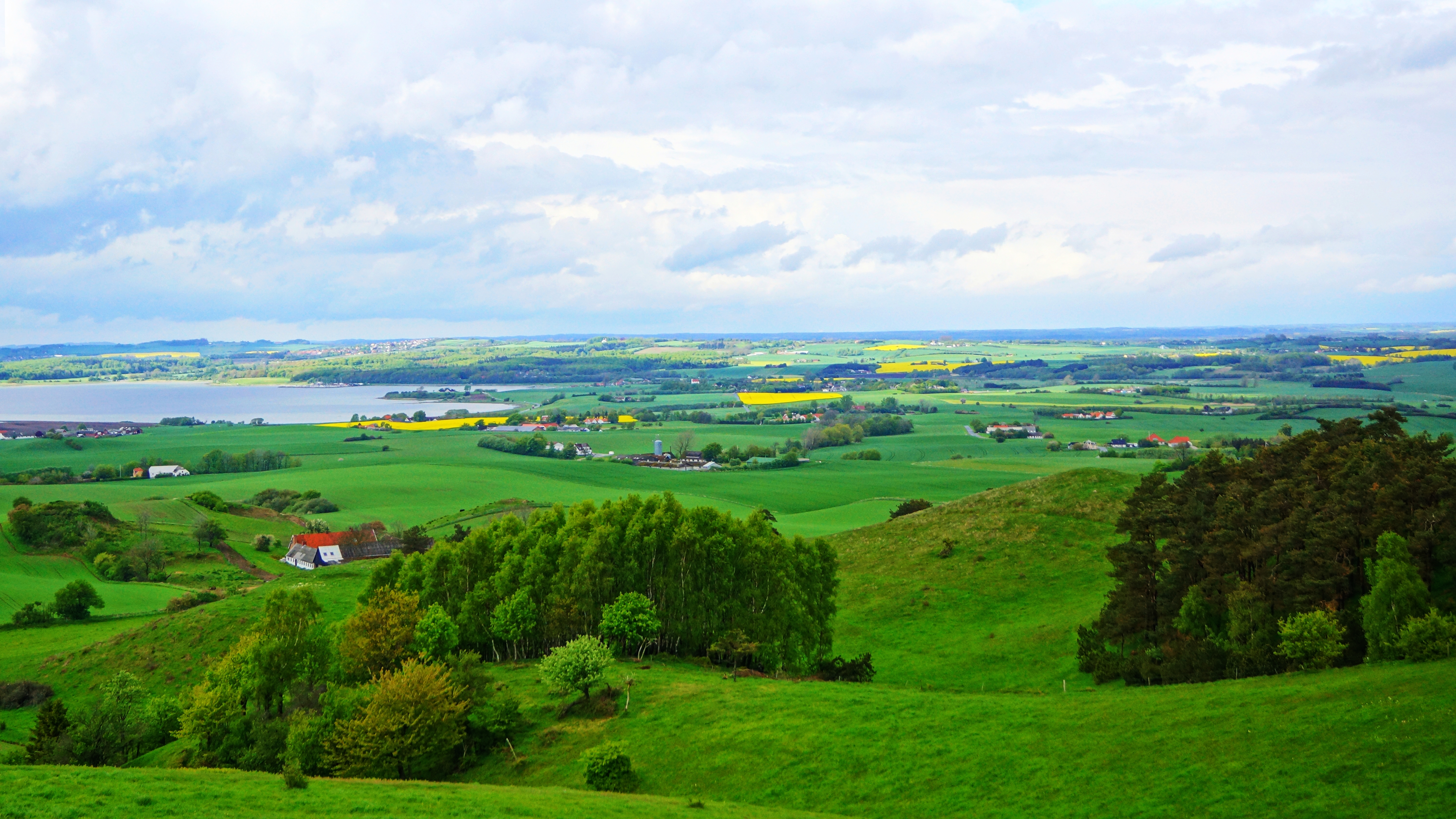
Blick von Stabelhøje, Richtung West – Jutland

Die Stabelhøje etwa 500 m nördlich von Agri auf der Halbinsel Mols auf Djursland gehören zu den 25.000 stein- und bronzezeitlichen Grabhügeln, die in Dänemark erhalten und geschützt sind. Weitere 5.000 von ursprünglich etwa 60.000 sind erhalten. Sie bilden die vorherrschende Denkmalart unter den vorzeitlichen Monumenten. Die größten der Grabhügel stammen aus der frühen Bronzezeit (1800 bis 1000 v. Chr.). Sie wurden oft auf den höchsten Punkten der Landschaft errichtet, wo sie monumentaler wirkten.

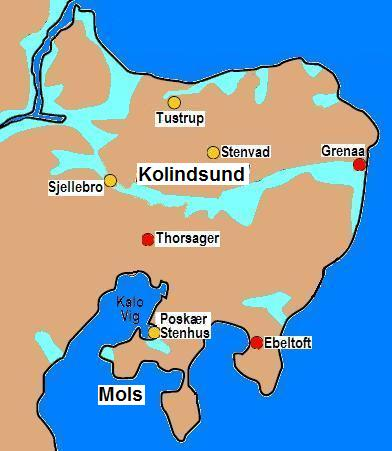
Mols als südliche Halbinsel Djursland

Die Stabelhøje in den Mols-Bergen liegen harmonisch in die hügelige Landschaft eingebettet. Von den 135 und 133 m hohen Hügeln überblickt man die Bucht von Aarhus, Knebel, die Burg Kalø und deren Bucht sowie die Moränenlandschaft mit dem Agri Bavnehøj, dem mit 137 m höchsten Punkt, der etwa 1.000 m südöstlich liegt.
Die noch nicht untersuchten Stabelhøje sind außerordentlich gut erhalten und werden vermutlich Gräber der Bronzezeit enthalten. An der Spitze der Hügel liegt eine Reihe von Steinen, die, wie beim Egehøj, zur Einfassung der Grabhügel gehören könnte.

## Umgebung
In einem Radius von etwa einem Kilometer um die beiden Hügel lagen etwa 50 kleinere Grabhügel aus der gleichen Zeit, von denen etwa die Hälfte erhalten ist. Es ist typisch, dass kleinere und jüngere Hügel in unmittelbarer Nähe der großen und alten errichtet wurden, wodurch allmählich ein Gräberfeld entstand, das mit heutigen Friedhöfen verglichen werden kann. Dass hier so viele erhalten sind, ist unüblich und darauf zurückzuführen, dass das hügelige Gelände stets die Landwirtschaft behinderte. Die Stabelhøje wurde bereits im Jahre 1878 unter Schutz gestellt und liegt heute im Nationalpark Mols Bjerge.

## Legende
Die Legende erzählt, dass die in den Hügeln lebenden Geister fast 1.000 Jahre lang Menschen am Bau einer Kirche auf den Hügeln hinderten. Ob dies der Grund dafür ist, dass die Kirche von Agri im Ort liegt, muss offenbleiben.